# 3365 Recogne
3365 Recogne (1985 CG2) là một tiểu hành tinh vành đai chính được phát hiện ngày 13 tháng 2 năm 1985 bởi H. Debehogne ở La Silla.